# 24 juillet
Pour les articles homonymes, voir Vingt-Quatre-Juillet.
24 juin 24 août
Chronologies thématiques
- Croisades
- Ferroviaires
- Sports
- Disney
- Anarchisme
- Catholicisme

Abréviations / Voir aussi
- (° 1852) = né en 1852
- († 1885) = mort en 1885
- a.s. = calendrier julien
- n.s. = calendrier grégorien
- Calendrier
- Calendrier perpétuel
- Liste de calendriers
- Naissances du jour

Le 24 juillet est le 205e jour de l'année du calendrier grégorien, 206e lorsqu'elle est bissextile, il en reste ensuite 160.
Son équivalent était généralement le 6 thermidor du calendrier républicain / révolutionnaire français, officiellement dénommé jour de la prêle (une plante).

## Événements

### XIIesiècle
- 1064 : dans la Taïfa de Badajoz, Ferdinand I assiège et occupe la ville musulmane de Coimbra (actuellement Portugal).
- 1132 : défaite de Roger II de Sicile face à Rainolf d'Alife lors de la bataille de Nocera.
- 1148 : début du siège de Damas pendant la deuxième croisade.

### XVesiècle
- 1411 : victoire d'Alexandre Stuart (1er comte de Mar), sur Donald MacDonald d'Islay, à la bataille de Harlaw.

### XVIesiècle
- 1534 : Le Malouin Jacques Cartier prend possession du Canada au nom du roi de France.  Il met pied à terre à Gaspé, y plante une croix de trente pieds.
- 1599 : Sigismond Vasa est déposé comme roi de Suède.

### XVIIIesiècle
- 1701 : Antoine de Lamothe-Cadillac fonde le fort Pontchartrain du Détroit, et la paroisse Sainte-Anne, sur la rive nord de la rivière Détroit, ce qui deviendra la ville de Détroit, Michigan, États-Unis
- 1702 : une soixantaine de protestants délivrent des prisonniers, dans un bourg cévenol sur le bord du Tarn, Le Pont-de-Montvert, et tuent leur geôlier, un prêtre, l’abbé du Chayla, grand vicaire de l’évêque de Mende. Les protestants des Cévennes prennent les armes ; c'est le début de la guerre des Camisards, dirigée par Gédéon Laporte, puis à sa mort par son neveu Pierre Laporte dit « Roland », secondé par Jean Cavalier, qui ne sera maîtrisée qu'en janvier 1705.
- 1712 : le maréchal de Villars remporte à Denain une victoire inespérée sur les Austro-Hollandais commandés par le prince Eugène.
- 1783 : traité de Gueorguievsk, entre l'empire russe et le royaume de Kartl-Kakhétie.

### XIXesiècle
- 1823 : victoire de la Grande Colombie à la bataille du lac Maracaibo pendant la guerre d'indépendance du Venezuela.
- 1864 : victoire de Jubal Early à la seconde bataille de Kernstown lors de la guerre de Sécession.
- 1875 : Patrice de Mac Mahon, président de la République française, arbitre, à la demande du Royaume-Uni et du Portugal, la querelle territoriale de la baie de Delagoa qui les oppose, par une confirmation de l'appartenance de celle-ci à ce dernier.

### XXesiècle
- 1904 : création d’une commission internationale, pour enquêter sur les pratiques utilisées dans la production du caoutchouc (politique des mains coupées, prises d’otages…).
- 1908 : révolution des Jeunes-Turcs, à Salonique.
- 1922 : la Société des Nations accepte les termes de la Palestine mandataire.
- 1923 : signature du traité de Lausanne.
- 1927 : ouverture de la porte de Menin, à Ypres.
- 1929 : entrée en vigueur du pacte Briand-Kellogg.
- 1936 : réforme du statut de la Banque de France le 24 juillet.
- 1943 : lancement de l'opération Gomorrhe, de bombardement de Hambourg, qui fait 45 000 morts, principalement civils.
- 1952 : vote du premier plan quinquennal nucléaire français (1952-1957). Rejet d'un amendement communiste visant à interdire les applications militaires.
- 1967 : à Montréal (Québec), discours du président français Charles de Gaulle, au cours duquel il lance : « Vive le Québec libre ! ».
- 1969 : Kitchen Debate, entre Richard Nixon et Nikita Khrouchtchev.
- 1977 : fin de la courte guerre égypto-libyenne, débutée le 21 juillet.
- 1983 : début des massacres et émeutes de juillet noir, marquant le début de la guerre civile du Sri Lanka.

### XXIesiècle
- 2006 : échec, à l'Organisation mondiale du commerce (OMC), des négociations dites du cycle de Doha.
- 2007 : libération des infirmières et du médecin bulgares emprisonnés depuis huit ans en Libye.
- 2014 : en Irak, à la suite des élections législatives, l'homme politique kurde Fouad Massoum est élu à la présidence par le Parlement.
- 2019 : l'Anglais Boris Johnson est chargé officiellement par la reine Élisabeth II du Royaume-Uni de former un nouveau gouvernement après la démission de Theresa May[1].

## Arts, culture et religion
- 1429 : la flèche de la cathédrale de Strasbourg est terminée.
- 1847 : fondation de Salt Lake City par des pionniers mormons dirigés par Brigham Young.
- 1911 : Hiram Bingham redécouvre le Machu Picchu mais n'est pas le premier Occidental à s'y rendre.
- 1938 : Jour de paix, opéra de Richard Strauss créé à Munich sous la direction de Clemens Krauss.
- 1976 : le pape Paul VI prononce la suspension a divinis de Mgr Marcel Lefebvre, supérieur du séminaire traditionaliste d'Écône.Sainte-Sophie
- 2020 : la première prière musulmane publique en 86 ans est prononcée à Sainte-Sophie d'Istanbul en Turquie, l'ancienne église grecque orthodoxe (lors de sa construction, d'où son nom) étant redevenue mosquée (photo) selon le souhait de l'islamiste Recep Tayip Erdogan au lieu du musée créé par son prédécesseur laïciste Mustapha Kemal Atatürk.

## Sciences et techniques
- 1969 : retour sur la Terre de la mission lunaire Apollo 11 et de ses trois astronautes dont deux ont foulé le sol de l'astre, avec l'amerrissage de la capsule Columbia dans l'océan Pacifique.

## Économie et société
- 2005 : les pluies de mousson qui s'abattent sur Mumbai et une partie de l'Asie du Sud y provoquent des crues et inondations causant plus de 5 000 morts.
- 2013 : accident ferroviaire à Saint-Jacques-de-Compostelle en Galice espagnole.
- 2014 : un avion d’ Air Algérie s’écrase au Mali avec 118 personnes à son bord.
- 2020 : une attaque contre un village du Darfour au Soudan y provoque plus de 60 morts, c'est le plus important massacre d'une vague d'attaques commencée cinq jours plus tôt[2].
- 2025 : en Russie, le crash d'un vol intérieur fait 48 morts à Tynda dans l'oblast de l'Amour[3].

## Naissances

### XVIIesiècle
- 1654 : Tommaso Bonaventura della Gherardesca, religieux catholique italien, archevêque de Florence de 1703 à sa mort († 21 septembre 1721).

### XVIIIesiècle
- 1725 : John Newton, marin anglais, négrier puis esclave, converti, ministre anglican et militant pour l'abolition de la traite, parolier de cantiques célèbres dont Amazing Grace († 21 décembre 1807).
- 1775 : Eugène-François Vidocq, aventurier français († 11 mai 1857).
- 1783 : Simón Bolívar dit « El Libertador », général et homme d'État sud-américain († 17 décembre 1830).

### XIXesiècle
- 1802 : Alexandre Dumas père, écrivain français († 5 décembre 1870).
- 1803 :
  - Adolphe Adam, compositeur français († 3 mai 1856).
  - Théophile Stern, compositeur français († 1er décembre 1886).
- 1856 : Émile Picard, mathématicien et académicien français († 11 décembre 1941).
- 1857 : Henrik Pontoppidan, écrivain danois († 21 août 1943).
- 1859 : Louis d'Iriart d'Etchepare, homme politique français († 18 mars 1945).
- 1860 : Alfons Mucha, peintre et illustrateur tchèque, promoteur de l'Art nouveau († 14 juillet 1939).
- 1880 : Ernest Bloch, compositeur et chef d’orchestre américain d’origine suisse († 15 juillet 1959).
- 1882 : Clotilde Luisi, avocate, professeur de droit et féministe uruguayenne († 1969).
- 1892 : Marcel Gromaire, peintre expressionniste français († 11 avril 1971).
- 1894 : Magda Julin, patineuse suédoise de père français, championne olympique en 1920 († 21 décembre 1990).
- 1895 : Robert Graves, poète et romancier britannique († 7 décembre 1985).
- 1897 : Amelia Earhart, aviatrice américaine († 2 juillet 1937).
- 1899 : Dan George, acteur amérindien né au Canada († 23 septembre 1981).

### XXesiècle
- 1909 : Jerzy Różycki, mathématicien et cryptologue polonais († 9 janvier 1942).
- 1910 : Cootie Williams, trompettiste américain († 14 septembre 1985).
- 1916 : Bob Eberly, chanteur américain († 17 novembre 1981).
- 1917 : Robert Farnon, chef d’orchestre, compositeur et arrangeur britannique d’origine canadienne († 23 avril 2005).
- 1918 : 
  - Jean-Roger Caussimon, auteur, compositeur et interprète français († 20 octobre 1985).
  - Ruggiero Ricci, violoniste américain († 6 août 2012).
- 1919 : Ferdi Kübler, coureur cycliste suisse († 29 décembre 2016).
- 1921 : Giuseppe Di Stefano, ténor italien († 3 mars 2008).
- 1922 : Madeleine Ferron, écrivaine québécoise († 27 février 2010).
- 1923 : Albert Vanhoye, cardinal français, président émérite de la Commission biblique internationale († 29 juillet 2021).
- 1925 : 
  - Jacques Derogy, journaliste d'investigation français († 30 octobre 1997).
- 1926 : 
  - Jean-Paul Auffray, physicien, historien et vulgarisateur français des sciences, frère aîné d'un célèbre chanteur († 21 mars 2022).
  - Hans Günter Winkler, cavalier allemand, cinq fois champion olympique († 9 juillet 2018).
- 1927 : 
  - Robert Boutigny, céiste français médaillé olympique à Londres en 1948 († 22 juillet 2022).
  - Alex Katz, peintre américain.
  - Claude Sarraute, journaliste et chroniqueuse française († 20 juin 2023).
- 1929 : Peter Yates, réalisateur américain († 9 janvier 2011).
- 1931 : Éric Tabarly, navigateur français breton († 13 juin 1998).
- 1933 : 
  - John Aniston (Ioánnis Antónios Anastasákis ou Ιωάννης Αντώνιος Αναστασάκης), acteur américain d'origine grecque († 11 novembre 2022).
  - Doug Sanders (George Douglas Sanders dit), golfeur américain († 12 avril 2020).
- 1935 : Anne-Marie Peysson, speakerine, commentatrice et journaliste française († 14 avril 2015).
- 1936 : Mark Goddard (en), acteur américain.
- 1937 : Danièle Lebrun, actrice française.
- 1938 : 
  - Édouard Labkovski, chanteur soviétique puis russe († 22 juillet 2023).
  - Eugene James Martin, artiste-peintre américain († 1er janvier 2005).
- 1941 : Risto Kala, basketteur finlandais († 25 novembre 2021).
- 1942 : Chris Sarandon, acteur américain.
- 1943 : 
  - André Bézu, humoriste français († 3 février 2007).
  - Lyudmila Bragina, athlète soviétique, championne olympique du 1500 m.
- 1944 : Daniel Morelon, cycliste français, triple champion olympique.
- 1946 : 
  - Serge Maury, navigateur français, champion olympique et du monde.
  - Hervé Vilard (René Vilard dit), chanteur français.
- 1947 :
  - Minou Drouet (Marie-Noëlle Drouet dite), poétesse française.
  - Robert Hays, acteur américain.
- 1949 :
  - Yves Duteil, auteur-compositeur et interprète français.
  - Michael Richards, acteur américain.
  - Joan-Enric Vives i Sicília, prélat espagnol et coprince d'Andorre.
  - Marc Yor, mathématicien français († 9 janvier 2014).
- 1951 : Lynda Carter, actrice américaine.
- 1952 : 
  - Ernesto Mandara, évêque italien.
  - Gus Van Sant, réalisateur américain.
- 1954 : 
  - Vasile Dîba, kayakiste roumain champion olympique.
  - JiCi Lauzon (Jean-Claude Lauzon dit), acteur et humoriste québécois.
- 1957 : Dirce Funari, actrice italienne.
- 1959 : Giuseppe Abbagnale, rameur d'aviron italien, champion olympique.
- 1960 : Catherine Destivelle, grimpeuse et alpiniste française.
- 1962 : Thierry Frémont, acteur français.
- 1963 : 
  - Karl Malone, joueur de basket-ball américain.
  - Lars Nieberg, cavalier allemand, champion olympique.
- 1964 : Barry Bonds, joueur de baseball américain.
- 1965 :
  - Doug Liman, producteur américain.
  - Olivier Py, dramaturge et metteur en scène français.
- 1968 :
  - Kristin Chenoweth, actrice, chanteuse et productrice américaine.
  - Laura Leighton, actrice américaine.
- 1969 : 
  - Frank Adisson, céiste français, champion olympique.
  - Jennifer Lopez, actrice et chanteuse américaine latina.
- 1970 : Axelle Laffont, humoriste française.
- 1973 : Johan Micoud, joueur de football français.
- 1974 : Geneviève Néron, actrice et musicienne québécoise.
- 1975 :
  - Laura Fraser, actrice écossaise.
  - Torrie Wilson, catcheuse professionnelle américaine.
- 1976 : Chris Ahrens, rameur d'aviron américain, champion olympique.
- 1979 : Rose Byrne, actrice australienne.
- 1980 :
  - Sergio Aguilar, matador espagnol.
  - Vladislav Frolov (Фролов Владислав Юрьевич), athlète russe, spécialiste du 400 m.
  - Gauge (Elizabeth R. Deans dite), actrice de films pornographiques et danseuse américaine.
- 1982 :
  - Elisabeth Moss, actrice américaine.
  - Anna Paquin, actrice canadienne.
- 1984 : 
  - Anne-Élisabeth Bossé, actrice canadienne.
  - Julie Fuchs, chanteuse soprano française.
  - Leanne Moore, chanteuse irlandaise.
- 1985 : 
  - Patrice Bergeron, joueur de hockey professionnel canadien.
  - Jamie Hendry, directeur de théâtre britannique et producteur du West End.
- 1986 : Sophie Desmarais, actrice canadienne
- 1987 : Mara Wilson, actrice américaine.
- 1988 : 
  - Sandra Antonio, taekwondoïste angolaise.
  - Helena Casas, coureuse cycliste espagnole.
  - Tyren Johnson, basketteur américain.
- 1990 : Nine Gorman, vidéaste et romancière française.
- 1991 : Emily Bett Rickards, actrice canadienne.
- 1992 : Mikaël Kingsbury, skieur acrobatique québécois.
- 1994 :
  - Awa Sene, athlète française.
  - Wu Dajing, patineur de vitesse sur piste courte chinois.
- 1998 : Bindi Irwin, actrice australienne.
- 2000 : 
  - Leonardo Campana, footballeur américano-équatorien.
  - Viktor Gísli Hallgrímsson, handballeur islandais.

### XXIesiècle
- - 2002 : Benjamin Flores Jr., rappeur et acteur américain.
  - 2003 : Mexx Meerdink, footballeur néerlandais.
  - 2005 : Carlos Espí, footballeur espagnol.

## Décès

### XIXesiècle
- 1819 : Sophie Gail, compositrice française (° 28 août 1775).
- 1838 : Frédéric Cuvier, naturaliste français (° 28 juin 1773).
- 1846 : Joseph Leopold Eybler, compositeur autrichien (° 8 février 1765).
- 1862 : Martin Van Buren, homme politique américain, 8e président des États-Unis, exerçant de 1837 à 1841 (° 7 décembre 1782).
- 1886 : 
  - Antoine Treuille de Beaulieu, militaire français (° 7 mai 1809).
  - Karl von Willisen, général allemand (° 19 octobre 1819).

### XXesiècle
- 1927 : Ryūnosuke Akutagawa (芥川龍之介), écrivain japonais (° 1er mars 1892).
- 1957 : Sacha Guitry (Alexandre Guitry dit), comédien, auteur dramatique et cinéaste français (° 21 février 1885).
- 1965 : Constance Bennett, actrice américaine (° 22 octobre 1904).
- 1967 : Joseph Cardijn, cardinal belge, fondateur de la JOC (° 18 novembre 1882).
- 1969 : Witold Gombrowicz, écrivain polonais (° 4 août 1904).
- 1974 : James Chadwick, physicien britannique, lauréat du prix Nobel de physique en 1935 (° 20 octobre 1891).
- 1978 : Danielle Collobert, écrivaine française (° 23 juillet 1940).
- 1980 : Peter Sellers, acteur britannique (° 8 septembre 1925).
- 1986 : Fernand Pouillon, architecte et urbaniste français (° 14 mai 1912).
- 1990 : Michel Beaune, acteur français (° 13 décembre 1933). Cf. Caroline Beaune infra, en 2014.
- 1991 : Isaac Bashevis Singer, écrivain américain, lauréat du prix Nobel de littérature en 1978 (° 21 novembre 1902).
- 1992 : Sam Berger, gestionnaire canadien de football canadien (° 1er janvier 1900).
- 1993 : Francis Bouygues, industriel français du BTP (° 5 décembre 1922).
- 1996 : 
  - Nacho Martínez, acteur espagnol (° 8 juillet 1952).
  - Jock Wallace, footballeur puis entraîneur écossais (° 6 septembre 1935).
- 1997 :
  - Saw Maung, militaire et homme d'État birman (° 12 mai 1928).
  - Frank Parker, joueur de tennis américain (° 31 janvier 1916).
  - Elio Revé, percussionniste et compositeur cubain (° 23 juin 1930).
- 1998 :
  - Alta Allen, actrice du cinéma muet américaine (° 6 septembre 1904).
  - Tazio Secchiaroli, photographe italien (° 25 novembre 1925).
  - Henri Ziegler, aviateur et ingénieur en aéronautique français (° 18 novembre 1906).
- 1999 : 
  - Pierre Thézé, peintre et sculpteur français (° 24 décembre 1913).
  - Eva de Vitray-Meyerovitch, islamologue française (° 5 novembre 1909).
- 2000 :
  - Ahmad Chamlou, poète iranien (° 12 décembre 1925).
  - Anatoli Firsov, hockeyeur sur glace soviétique puis russe (° 1er février 1941).

### XXIesiècle
- 2001 : Georges Dor, auteur, compositeur, dramaturge, chanteur, poète, traducteur, producteur et réalisateur de théâtre canadien (° 10 mars 1931).
- 2002 : Maurice Denham, acteur britannique (° 23 décembre 1909).
- 2003 :
  - Henri Attal, acteur français (° 13 mai 1936).
  - Ella Campbell, botaniste néo-zélandaise (° 28 octobre 1910).
- 2004 : 
  - Claude Ballif, compositeur français (° 22 mai 1924).
  - Cotton Fitzsimmons, entraîneur de basket-ball américain (° 7 octobre 1931).
  - Wim Verstappen, réalisateur néerlandais (° 4 mai 1937).
- 2005 :
  - sir Richard Doll, scientifique britannique, ayant établi pour la première fois un lien entre le tabac et le cancer du poumon (° 28 octobre 1912).
  - Jacques Francœur, journaliste et éditeur de journaux québécois (° 1925).
- 2011 :
  - Virgilio Noè, cardinal italien (° 30 mars 1922).
  - Dan Peek, chanteur et guitariste américain, membre fondateur du groupe America (° 1er novembre 1950).
  - David Servan-Schreiber, neuropsychiatre, chercheur et auteur français (° 21 avril 1961).
- 2012 :
  - John Atta Mills, homme politique ghanéen, président de la République de 2009 à 2012 (° 21 juillet 1944).
  - Chad Everett, acteur américain de télévision et de cinéma (° 11 juin 1937).
- 2014 : 
  - Caroline Beaune, actrice française (° 9 mai 1959), décédée ce même quantième de mois que son père supra, en 1990.
  - Roger Blay, acteur québécois (° 9 décembre 1937).
- 2015 :
  - Corsino Fortes, poète, diplomate et homme politique cap-verdien (° 14 février 1933).
  - Mario Sereni, chanteur lyrique italien (° 25 mars 1928).
  - Maurice Siman, joueur de rugby à XV français (° 12 juillet 1924).
  - Ingrid Sischy, journaliste américaine (° 2 mars 1952).
- 2016 : Marni Nixon, actrice et chanteuse américaine (° 22 février 1930).
- 2017 : Jørgen Kosmo, homme politique norvégien (° 5 décembre 1947).
- 2018 :
  - Vincenzo Silvano Casulli, astronaute italien (° 25 août 1944).
  - Mary Ellis, aviatrice britannique (° 2 février 1917).
  - Corinne Gallant, philosophe et enseignante canadienne (° 1922).
  - Delroy Scott, footballeur puis entraîneur jamaïcain (° 22 janvier 1947).
- 2019 :
  - Claes Andersson, psychiatre finlandais (° 30 mai 1937).
  - Ingrid Boyeldieu, footballeuse française (° 9 février 1977).
  - Georg de Hohenberg, diplomate autrichien (° 25 avril 1929).
  - Michel Teulet, homme politique français (° 22 juillet 1941).
- 2020 :
  - Nina Andreïeva, chimiste soviétique puis russe (° 12 octobre 1938).
  - Claude Beausoleil, écrivain et essayiste canadien (° 16 novembre 1948).
  - Nejib Ben Khalfallah, danseur et chorégraphe tunisien (° 1967).
  - Maurizio Calvesi, historien de l'art italien (° 18 septembre 1927).
  - Humbert Camerlo, metteur en scène français (° 18 décembre 1943).
  - Sergio Custodio, professeur, écrivain et humaniste guatémaltèque (° 7 janvier 1947).
  - Ben Jipcho, athlète de steeple kényan (° 1er mars 1943).
  - Claude-Gérard Marcus, homme politique français (° 24 août 1933).
  - Regis Philbin, présentateur de télévision américain (° 25 août 1931).
  - Lotty Rosenfeld, artiste chilienne (° 20 juin 1943).
  - Jan Verroken, homme politique belge (° 30 janvier 1917).
- 2021 : Alain Barrau, un temps édile de Béziers, responsable du bureau parisien du Parlement européen lors des élections européennes de 2014  (° 1947).
- 2023 :
  - George Alagiah, présentateur britannique (° 22 novembre 1955).
  - Leny Andrade, chanteuse et musicienne brésilienne (° 25 janvier 1943).
  - Marc Augé, ethnologue et anthropologue français (° 2 septembre 1935).
  - Denis Badault, pianiste, chef d'orchestre et compositeur français (° 24 mai 1958).
  - Chris Bart-Williams, footballeur anglais (° 16 juin 1974).
  - Ethel Bruneau, danseuse, chanteuse et enseignante canadienne (° 1er janvier 1936).
  - Trevor Francis, footballeur anglais (° 19 avril 1954).
  - Alexandre de Lur Saluces, viticulteur français (° 20 mai 1934).
  - Ahmad Sami Minkara, homme politique libanais (° 1937 ou 1938 ou encore 1940).
- 2024 :
  - Hamzah Haz, homme politique indonésien (° 15 février 1940).
  - Jōji Yuasa, compositeur japonais (° 12 août 1929).
  - Ray Lawler, dramaturge australien (° 23 mai 1921).
- 2025 :
  - Josef Černý, hockeyeur sur glace tchécoslovaque puis tchèque (° 18 octobre 1939).
  - Julio César Cortés, footballeur puis entraîneur uruguayen (° 29 mars 1941).
  - Sulochana Gadgil, climatologue et météorologue indienne (° 7 juin 1944).
  - Jean-Paul Guimond, chanteur folklorique et agriculteur canadien (° 1933).
  - Hulk Hogan, catcheur, acteur et musicien américain (° 11 août 1953).
  - Cleo Laine, chanteuse de jazz et une actrice britannique (° 28 octobre 1927).
  - Jacques Neirynck, homme politique et scientifique belgeo-helvético-français (° 17 août 1931).

## Célébrations

### Internationales
- La journée internationale des cousins et cousines.

### Nationales
- États-Unis : journée nationale de la tequila ;
- Utah (États-Unis) voire christianisme mormon en religions : journée du pionnier / Pioneer Day (en) ( voir événement en 1847 plus haut).

### Saints des Églises chrétiennes

#### Saints des Églises catholiques et orthodoxes
Référencés ci-après in fine, :
- Boris et Gleb († 1015), princes martyrs en Russie.
- Christine de Rome († vers 300), vierge et martyre légendaire près du lac de Bolsena en Toscane (Italie).
- Christine de Tyr († entre 194 et 211), vierge et martyre légendaire à Tyr en Phénicie (actuel Liban) sous le règne de l'empereur romain Septime Sévère, dont les reliques sont vénérées à Palerme en Sicile.
- Pavace (IVe siècle), évêque du Mans.
- Salvien (Ve siècle), Prêtre à Marseille.
- Ségolène (VIIe siècle), fondatrice du monastère de Troclar dans le Tarn.
- Ursicin (IVe siècle), évêque de Sens.
- Victorin (IVe siècle), Martyr.
- Wolfrad et Ruffin († v. 675), Martyrs en Angleterre

#### Saints et bienheureux des Églises catholiques
référencés ci-après :
- Antoine Torriani († 1494) -ou « Antonio Torriani Della Torre da L'Aquila »-, bienheureux, médecin et prêtre de l'ordre des Ermites de Saint-Augustin.
- Baudouin de Rieti († 1140) -ou « Baldovino da Rieti » ou « Balduino »-, moine de Clairvaux, disciple de saint Bernard ; fêté à Rieti le 21 août et ailleurs soit le 15 ou le 24 juillet, soit le 2, le 10 ou le 11 août.
- Charbel Makhlouf († 1898) prêtre et ermite maronite, thaumaturge, saint protecteur du Liban (voir Christine de Tyr ci-dessus).
- Christine († 1244) dite « l'Admirable », mystique flamande au couvent Sainte-Catherine de Saint-Trond en Belgique.
- Dominique Mazzarella († 1854) Prêtre franciscain bienheureux italien.
- Jean Boste († 1594), Prêtre martyr d'Angleterre.
- José Fernández de Ventosa († 1838), Prêtre dominicain espagnol martyr au Vietnam .
- Joseph Lambton († 1592), Prêtre bienheureux et martyr en Angleterre.
- Kinga († 1292), princesse hongroise devenue tertiaire franciscaine.
- Louise de Savoie († 1503), princesse française bienheureuse devenue franciscaine.
- Marguerite de Savoie († 1464), princesse savoyarde bienheureuse devenue dominicaine.
- Marie Mercedes Prat (†  1936) -ou « Maria Mercedes du Cœur de Jésus »-, religieuse carmélite de la Congrégation de Sainte Thérèse de Jésus où elle est éducatrice, arrêtée et martyrisée à mort par une milice républicaine à l'instar des :
- trois carmélites martyres de la Guadalajara espagnole († 1936), mortes elles aussi assassinées par une milice républicaine lors de la guerre civile espagnole ; à savoir :
  - Marie Pilar de Saint François Borgia († 1936) -ou « Jacqueline Martinez-Garcia »-.
  - Marie Ange de Saint Joseph († 1936) -ou « Martienne Valtierra-Tordesillas »-.
  - Thérèse de l'Enfant Jésus et de Saint Jean-de-la-Croix († 1936) -ou « Eusébia Garcia-Garcia »-.
- Nicholas Garlick (†  1588), Prêtres anglais bienheureux martyr.
- Robert Ludlam (†  1588), Prêtres anglais bienheureux martyr.
- Richard Simpson (†  1588), Prêtres anglais bienheureux martyr.

#### Saint orthodoxe
- Athanase de Kios († 1670), martyr en son XVIIe siècle[5], aux dates éventuellement "juliennes" / orientales.
- Polycarpe de Kiev († 1182), moine.
- Théophile de Zakynthos († 1635), martyr.

### Prénoms du jour
Bonne fête aux Christine et ses variantes et diminutifs : Chris, Christina, Christa, Christabelle, Christel, Christelle, Christiane (voir les 12 novembre), Christie, Christilla, Chrystalle, Cristal, Cristina, Kirsten, Kristell(e), Kristen, Kristenn, Kristina, Kris(s), Kristin, Kristyn, Kristine, Kristyne, Chrystel, etc.
Et aussi aux :
- Gwengalon.
- Ségolène et ses variantes et appellatifs familiers : Ségo, Sigolène, Sigourney (?), Sigou, etc.

## Traditions et superstitions

### Dictons
- « À la sainte-Christine, coupe le blé, plie l’échine. »
- « À la sainte-Christine, les blés perdent leurs racines. »[6]
- « À la sainte-Christine, mûrit l’aubépine. »[7]
- « À la veille de saint-jacques, si tu as le soleil de Pâques, compte que pour la moisson, le blé sera dru et bon. »[8]

### Astrologie
Signe du zodiaque : deuxième jour du signe astrologique du lion.

## Toponymie
Plusieurs voies, places, sites ou édifices, de pays ou régions francophones contiennent cette date sous diverses graphies : voir Vingt-Quatre-Juillet .